# 付近
| ウィキペディアには「付近」という見出しの百科事典記事はありません（タイトルに「付近」を含むページの一覧/「付近」で始まるページの一覧）。 代わりにウィクショナリーのページ「付近」が役に立つかもしれません。 |